# Utinga castanea
Utinga castanea är en mossdjursart som först beskrevs av George Busk 1884.  Utinga castanea ingår i släktet Utinga och familjen Petraliellidae. Inga underarter finns listade i Catalogue of Life.